# Grande controverse de l'étrier
La Grande controverse de l'étrier est une controverse issue de la thèse de l'étrier, théorie selon laquelle la féodalité en Europe est en grande partie le résultat de l'introduction de l'étrier pour la cavalerie.
L'idée, initialement proposée par Lynn Townsend White en 1962, soutient qu'un cheval équipé d'étriers est plus maniable et plus efficace au combat. La cavalerie franque aurait ainsi remplacé l'infanterie comme force la plus puissante sur le champ de bataille ; l'aristocratie, ayant seule les moyens de posséder un cheval, serait alors devenue la force dominante.
Il est convenu que[réf. nécessaire] la cavalerie a remplacé l'infanterie sous la dynastie carolingienne en France, comme moyen privilégié de lutter contre l'ennemi, à l'époque de l'émergence de la féodalité, mais la question de savoir si ce changement est dû à l'introduction de l'étrier est controversée parmi les historiens. Il est en effet admis que la cavalerie lourde a été utilisée avec succès bien avant l'apparition des étriers, et que le passage vers la cavalerie comme unité dominante n'est pas le résultat des nouvelles technologies. Ainsi, la première unité de cavalerie lourde, les cataphractaires, est apparue au IIIe siècle av. J.-C., en Asie centrale, près de 1 000 ans avant la dynastie carolingienne.
Les reconstitutions modernes et l'archéologie ont montré que, si l'étrier fournit peu d'avantages pour un lancier monté, il donne cependant plus de stabilité pour combattre de près avec une épée ou une masse d'armes (c'est-à-dire en effectuant avec le corps des mouvements de rotation ou d'extension), ce qui a favorisé le développement des tournois. Il est probable que, dans le même esprit il a permis des combats de rencontre où un groupe de cavaliers n'a pas le temps ou l'espace pour se déployer pour une charge à la lance, ainsi que, lors de batailles, les mêlées qui suivent une 1ère charge à la lance.